# 焉耆
焉耆（呉音：えんぎ、漢音：えんき、拼音：Yānqí）は、かつて中国（東トルキスタン）に存在したオアシス都市国家。現在の中華人民共和国新疆ウイグル自治区バインゴリン・モンゴル自治州 焉耆回族自治県にあたる。玄奘の『大唐西域記』では阿耆尼国（あぎにこく）と記されている。別名イエンチー。

## 歴史

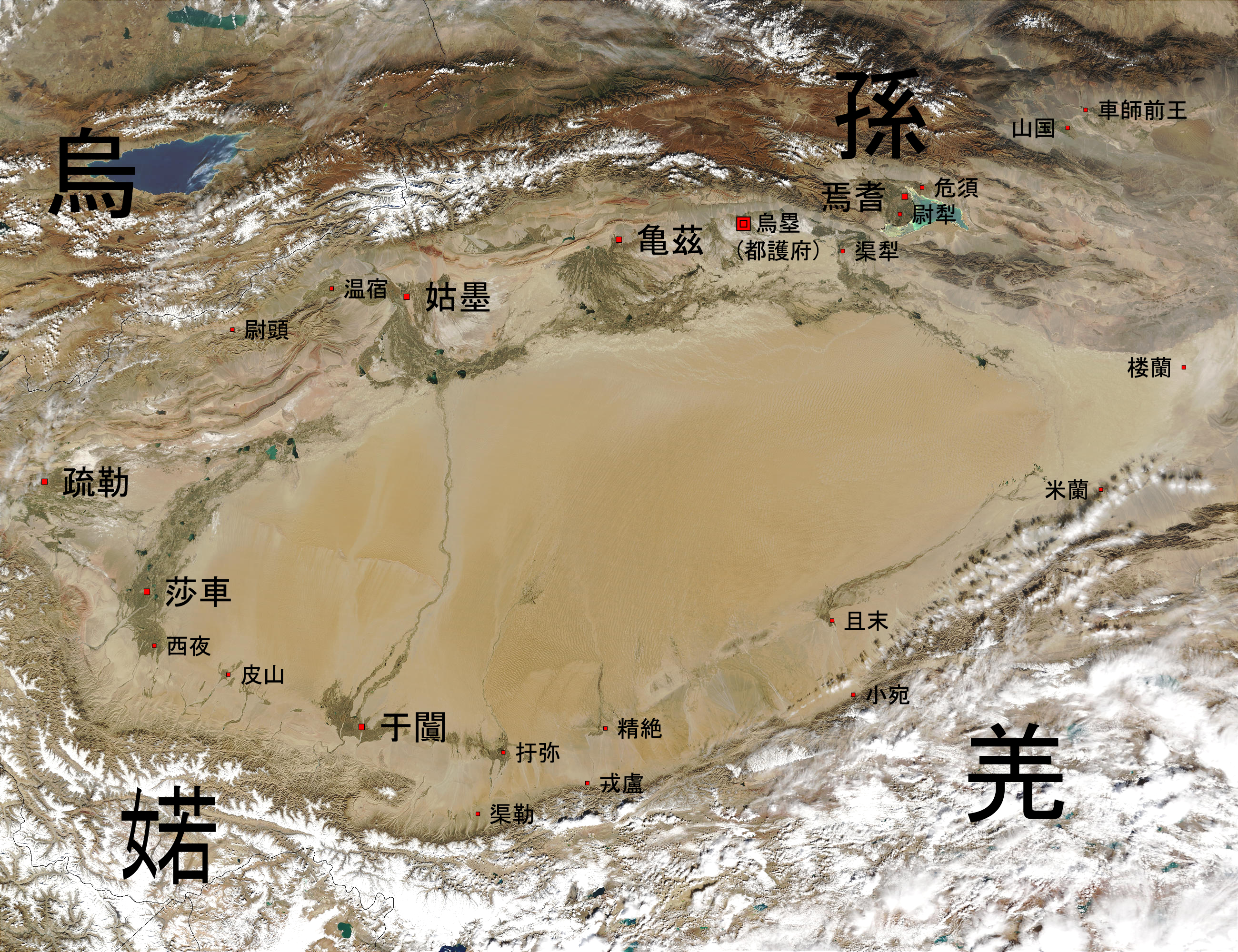
紀元前1世紀の西域諸国と焉耆国の位置（地図右上）。

### 前漢の時代
焉耆国は他の西域諸国とともに匈奴の属国となっていた。匈奴の西辺日逐王は僮僕都尉を置いて、西域を領させ、常に焉耆国・危須国・尉犁国の間に駐屯し、西域諸国に賦税し、富給を取った。
宣帝（在位：前73年 – 前49年）の時代、車師国が漢と通じると、匈奴は怒り、その太子の軍宿を召して人質にしようとした。軍宿は焉耆王の外孫で、匈奴への人質になりたくないので、焉耆国に亡命した。

### 新の時代
始建国5年（13年）、匈奴の烏累若鞮単于と新の王莽は不和となり、匈奴は新の北辺を攻撃した。焉耆国はこれに呼応して西域都護の但欽を殺した。
天鳳2年（15年）、王莽は五威将の王駿・西域都護の李崇を派遣して戊己校尉の郭欽を率いさせて西域に出兵させた。西域諸国は皆郊外で出迎え、兵士に穀を送ったが、焉耆国が詐降して兵を集めて自衛したので、王駿らは莎車国・亀茲国の兵7千余人を率い、数部隊に分かれて焉耆国に攻め入った。焉耆国は伏兵で王駿を遮り、さらに姑墨国・尉犁国・危須国の兵も加わって、共に王駿らを襲撃し、皆殺しにした。一方、戊己校尉の郭欽は別働隊だったので、焉耆の本隊がいないうちに焉耆本国を襲撃し、老人などを殺して帰還し、剼胡子に封ぜられた。西域都護の李崇は亀茲国だけを維持して帰還した。数年後、王莽や李崇が死去したため、中国と西域は一旦国交が途絶える。

### 後漢の時代

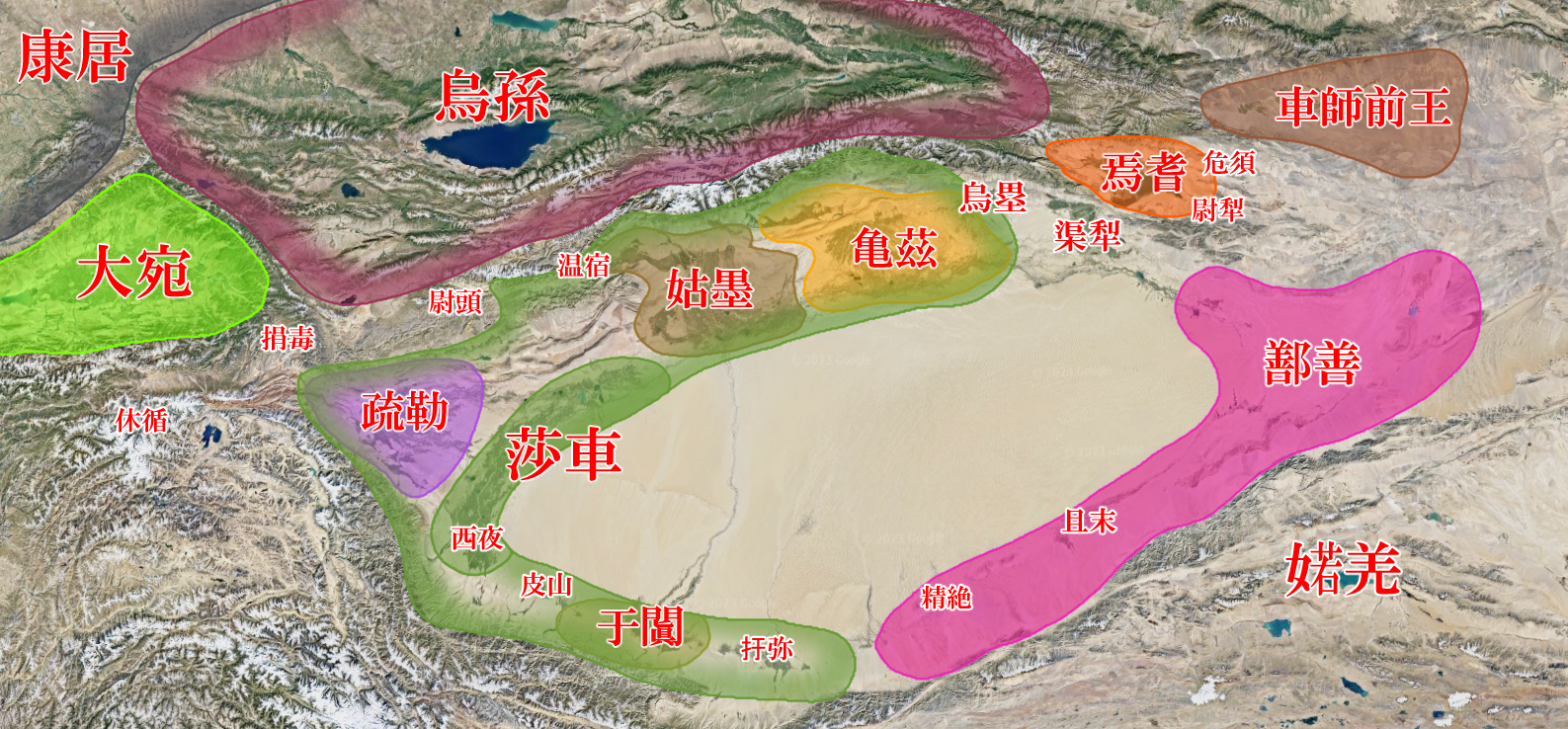
1世紀のタリム盆地

建武21年（45年）冬、莎車王の賢の暴虐ぶりを恐れた車師前王国・鄯善国・焉耆国ら18国は、後漢に侍子を遣わして朝貢した。そこで西域18国は以前のように西域都護を派遣するよう懇願したが、光武帝がまだ中国を平定しきっていないとのことで、侍子は還され、西域都護は派遣されなかった。翌年も鄯善王は上書して西域都護の派遣を求めたが、派遣されなかったので、今度は匈奴に救援を求め、鄯善国と車師国は匈奴に付くこととなった。
匈奴は于窴王の広徳が莎車国を滅ぼしたと聞き、五将を派遣して焉耆国・尉犁国・亀茲国ら15国の兵3万余人を発して于窴国を包囲し、于窴国を服属させた。
永平16年（73年）、明帝は北伐を行い、太僕の祭肜・奉車都尉の竇固・駙馬都尉の耿秉・騎都尉の来苗に北匈奴を討たせ、仮司馬の班超を西域諸国に派遣し、ふたたび西域と国交が結ばれた。
永平18年（75年）、明帝が崩御すると、焉耆国と亀茲国は西域都護の陳睦・副校尉の郭恂を攻撃して殺し、匈奴と車師国は戊己校尉を包囲した。
永元6年（94年）、西域都護の班超は焉耆国・危須国・尉犁国・山国を撃ち破り、焉耆王と尉犁王を斬首した。これにより西域の50余国は後漢に内属し、さらに班超は焉耆左侯の元孟を新たな王とした。
永建2年（127年）、西域諸国はふたたび反乱を起こしたので、西域長史の班勇はふたたび焉耆国を撃ち降し、これにより亀茲国・疏勒国・于窴国・莎車国ら17国は後漢に服従した。
建寧5年（172年）、涼州刺史の孟佗は従事の任渉を遣わし敦煌兵500人を率い、戊己司馬の曹寛・西域長史の張晏と、焉耆国・亀茲国・車師前後部を率いて、3万余人を合わせ、疏勒国の楨中城を攻めたが、40余日して降せず、撤退した。

### 晋の時代

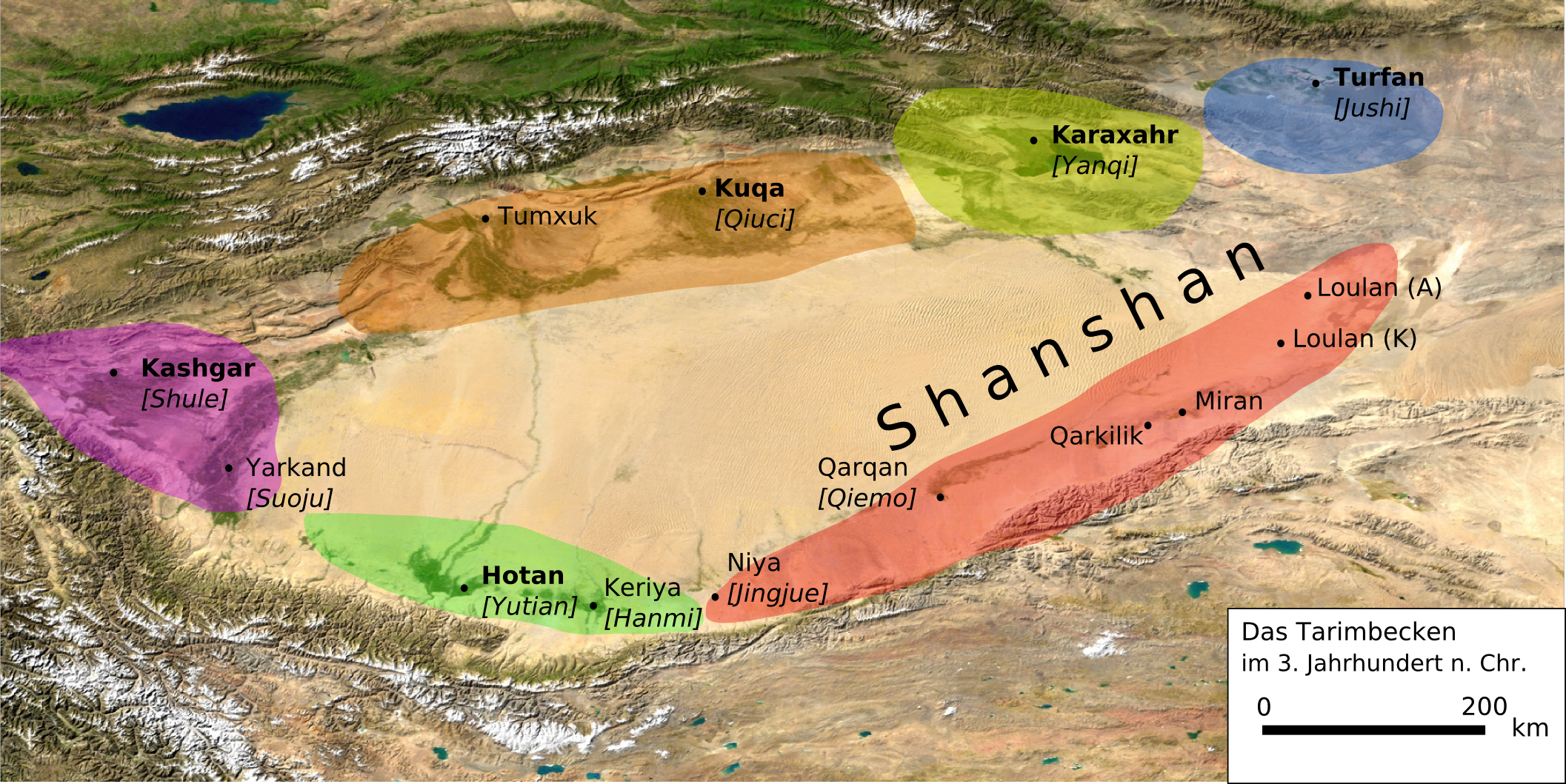
3世紀のタリム盆地。Kashgar=疏勒,Kuqa=亀茲,Karaxahr=焉耆,Turfan=高昌,Hotan=于闐,Shanshan=鄯善

太康年間（280年 - 289年）、焉耆王の龍安は西晋に侍子を遣わした。龍安が死ぬと、子の龍会が焉耆王となり、父の仇であった亀茲王の白山を討ち滅ぼし、自らが亀茲王となり、子の龍熙に焉耆王として本国を統治させた。龍会は西胡に覇を唱え、葱嶺以東の諸国は焉耆・亀茲国の支配下となった。しかし、龍会は亀茲国人の羅雲に殺された。
前涼の張駿は沙州刺史の楊宣を西域に派遣した。楊宣は部将の張植を前鋒とし、焉耆国を攻撃した。焉耆王の龍熙は防戦したが、張植に敗北した。龍熙はまた衆を率いて遮留谷にて要撃するも、ふたたび敗れてしまい、遂に楊宣に降った。
前秦の建元18年（382年）、驍騎将軍の呂光は苻堅の命を受け、都督西討諸軍事に任じられ、10余万の兵を率いて西域を討伐し、焉耆王の龍熙は呂光に降る。
396年、呂光が天王と称し後涼を建国すると、龍熙は侍子を遣わして朝貢した。

### 北朝の時代

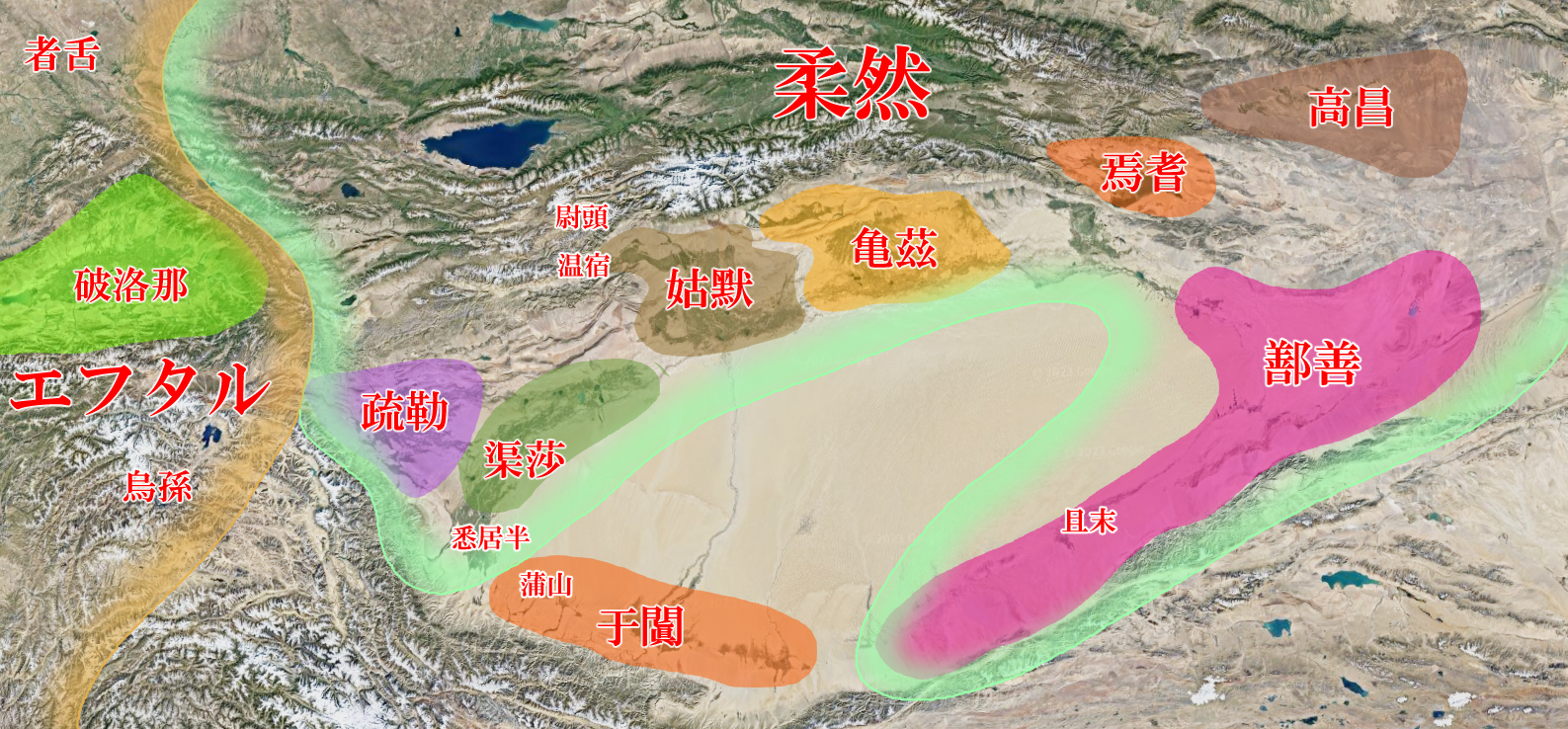
5世紀のタリム盆地の勢力図

北魏の太武帝（在位：423年 - 452年）は成周公万度帰に命じて焉耆国を討伐した。万度帰は左回と尉犁の二城を落とし、さらに都の員渠城を攻めた。焉耆王の龍鳩尸卑那は籠城して防いだが、万度帰に敗れ、山中に逃れた。これにより焉耆国は北魏の支配下に入った。その後、龍鳩尸卑那は焉耆国に戻るが、国の惨状を見て隣国の亀茲国に亡命した。
柔然の始平3年（508年）、柔然可汗の伏図（在位：506年 - 508年）が高車王の弥俄突に殺されると、高昌王の麴嘉は高車に臣従した。また、麴嘉は嚈噠（エフタル）に攻撃されて王位不在となった焉耆国の民衆から焉耆王になるよう頼まれたので（焉耆国の民衆の中には以前、高車によって高昌から移住させられた胡人たちがいたため）、その次男を派遣して焉耆王として焉耆国を統治させた。
北周の保定4年（564年）、焉耆王は遣使を送り、名馬を献じた。

### 隋の時代
大業年間（605年 - 618年）、焉耆王の龍突騎支は遣使を送り、隋に朝貢した。

### 唐の時代
焉耆国は西突厥の属国となる。

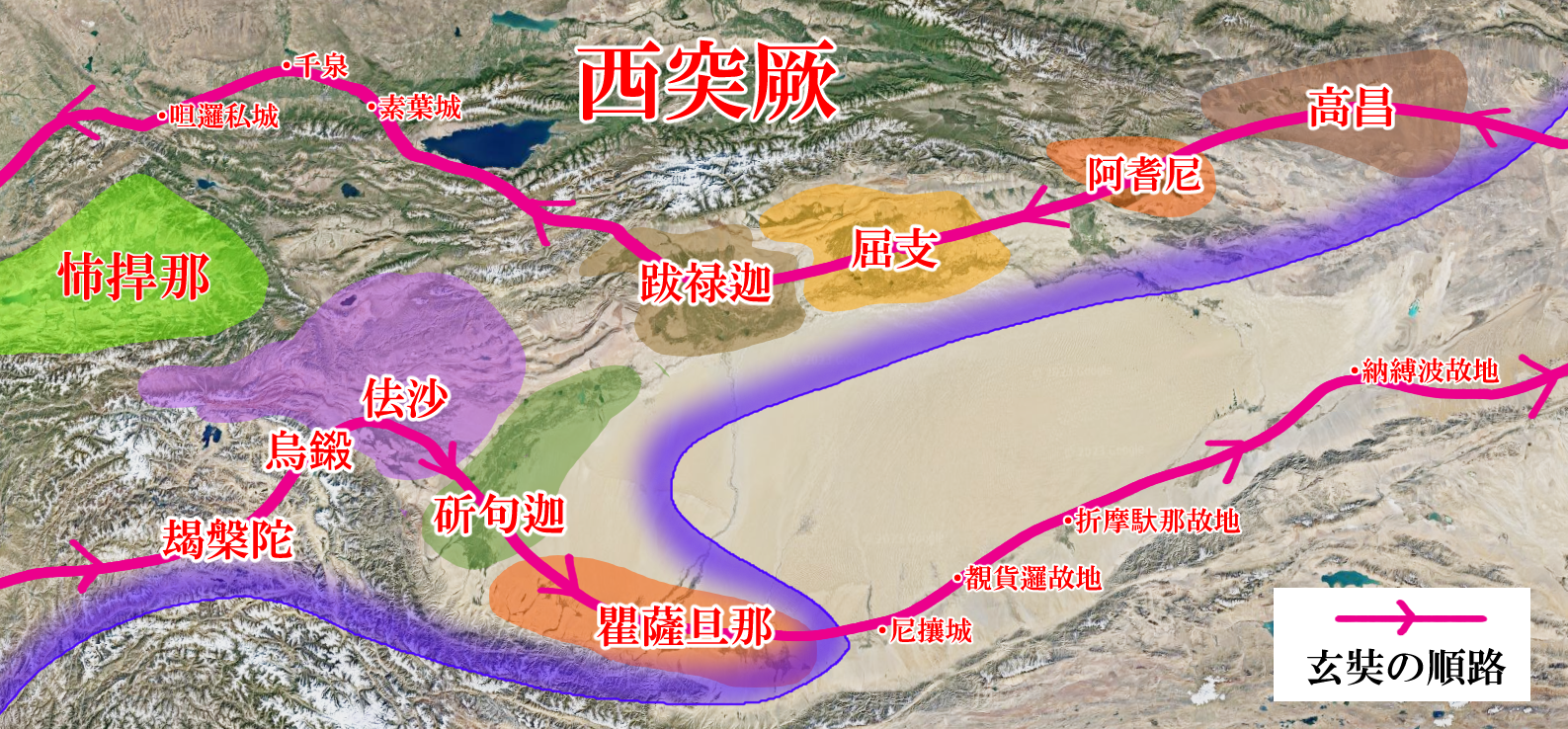
7世紀のタリム盆地（大唐西域記）

貞観6年（632年）、焉耆王の龍突騎支は遣使を送り、唐に朝貢した。これにより太宗は隋末の動乱以来断絶していた中国と西域との国交を結ぶことができた。しかし、それまで焉耆国が朝貢し、中国との通商路を遮断していた高昌はこのことに怒り、兵を遣わして焉耆国を襲撃した。西突厥の莫賀設泥孰は咄陸部・弩失畢部と不和になり、焉耆国に逃れてきた。それを追って咄陸部は焉耆国に来攻した。
貞観12年（638年）、処月部・処密部は高昌と焉耆国の5城を攻め落とし、男女1500人を掠め、その廬舎を焼いて去る。
貞観14年（640年）、唐の侯君集は高昌を討伐したので、焉耆王の龍突騎支は大いに喜んだ。この年、西突厥の重臣の屈利啜は焉耆王女を娶り、焉耆国と兄弟の間柄となった。安西都護の郭孝恪はこれを撃つべく上書し、許可が下りたので、軍を龍突騎支の弟の龍栗婆準に誘導させて龍突騎支を捕えた。郭孝恪は龍栗婆準に功があったということで、彼に焉耆国の国事を摂らせて帰還した。
焉耆国は龍栗婆準の従兄の龍薛婆阿那支を立てて王とした。西突厥の処般啜は龍栗婆準を捕えて、亀茲国に送り殺害した。龍薛婆阿那支は処般啜を得て同盟を組んだ。阿史那社爾は亀茲国を討つと、次いで焉耆王の龍薛婆阿那支を撃ち、捕えて斬った。そこで龍栗婆準の弟の龍先那準（龍婆伽利）が焉耆王となった。唐の太宗は昭陵に葬り、石像に龍突騎支の形を彫って、玄闕の下に列し、その地を焉耆都督府とした。
龍婆伽利が死ぬと、国人は前王の龍突騎支の返還を懇願したので、唐の高宗はこれを許可し、龍突騎支に左衛大将軍を拝し、帰国させた。龍突騎支が死ぬと、龍嫩突が立った。
開元7年（719年）、龍嫩突が死に、龍焉吐拂延が立つ。安西節度使の湯嘉恵は表して焉耆国を安西四鎮のひとつとした。

## 政治体制
代々王が治めるが、王統は何度か変わっている。その中でも、龍氏の王統が長く存続していた。前漢の時代に王治（都）は員渠城に置かれたが、後漢の時代になると南河城に置かれ、北魏の時代に員渠城に戻る。官職は撃胡侯・卻胡侯・輔国侯・左右将・左右都尉・撃胡左右君・撃車師君・帰義車師君が各一人、撃胡都尉・撃胡君が各二人、譯長が三人いた。また、「法が整備されておらず、国の規律がない」と玄奘が『大唐西域記』で記している。

## 習俗・文化

### 衣食住
焉耆国は匈奴や烏孫のような遊牧民族ではなく、城郭に住む農耕民族であった。男性は髮を短く切りそろえ、頭巾を用いず、首飾りをする。衣服は木綿と毛織物を身につける。仏教を信奉しているが、“三種の浄肉”によって肉を口にする。また、音楽を好む。

### 産業
気候は寒く（『大唐西域記』では温和としている）、土田は肥沃で、稲・粟・菽（まめ）・麦・黍（きび）・棗（なつめ）・葡萄・梨・柰（からなし）があり、葡萄酒を作る。家畜は駝馬（ラクダ）がいる。養蚕をするが糸にはせず、わたにしておく。

### 婚葬
婚姻はだいたい中国と同じだが、死亡者は焼いた後に葬り（火葬）、その服制は満七日。

### 言語・文字
言語はトカラ語A（東トカラ語）、文字は印度・婆羅門と同じ（ブラーフミー文字）だが、少々の増減がある。

### 宗教
宗教は天神（シャーマニズム）と仏教を信奉する。尤重は2月8日と4月8日、その国はすべて釈教（仏教）に依る。伽藍（がらん）は十数か所にあり、僧侶は3千余人いて、上座部仏教の説一切有部を学ぶ。戒行の規律は勤勉である。

## 地理
現在の中華人民共和国新疆ウイグル自治区バインゴリン・モンゴル自治州焉耆回族自治県の周辺にあたり、タリム盆地の東北に位置する。当時、北は烏孫、西は亀茲国、東は高昌と接し、南には尉犁国があった。国土は東西600余里、南北400余里あり、都の周囲は6-7里ある。四方は山に囲まれ、道は険しく守りやすい土地であった。

## おもな焉耆王
後漢の時代
- 舜（中国語版）（？ - ？）…西域都護の陳睦を殺す
- 広（中国語版）（？ - 94年殺）…班超に斬首される
- 元孟（中国語版）（94年 - ？）

西晋十六国時代
- 龍安（中国語版）（？ - ？）
- 龍会（中国語版）（？ - ？）…龍安の子
- 龍熙（中国語版）（？ - ？）…龍会の子

北魏の時代
- 龍鳩尸卑那（中国語版）（？ - ？）

隋唐時代
- 龍突騎支（中国語版）（？ - 640年）
- 龍栗婆準（中国語版）（640年 - ？）…突騎支の弟
- 龍薛婆阿那支（中国語版）（？ - ？）…栗婆準の従兄
- 龍先那準（龍婆伽利（中国語版））（？ - ？）…栗婆準の弟
- 龍突騎支（？ - ？）…復位
- 龍嫩突（中国語版）（？ - 719年）
- 龍焉吐拂延（中国語版）（719年 - ？）

## 参考資料
- 『漢書』（西域伝）
- 『後漢書』（西域伝）
- 『魏書』（列伝第九十 西域）
- 『晋書』（四夷伝）
- 『周書』（列伝第四十二 異域下）
- 『隋書』（列伝第四十八 西域）
- 『旧唐書』（列伝第百四十八 西戎）
- 『新唐書』（列伝第百四十六上 西域上）
- 『大唐西域記』（水谷真成訳、平凡社、1999年）